# Vicki Pepperdine

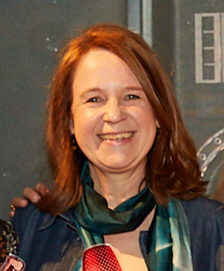
Vicki Pepperdine (2019)

Vicki Pepperdine (* 24. Juli 1961 in London) ist eine britische Schauspielerin und Komikerin.

## Leben
Vicki Pepperdine wurde 1961 in London geboren. Sie studierte Kunstgeschichte an der University of East Anglia. 
Sie war Co-Autorin und Hauptdarstellerin der BBC Four-Sitcom Getting On mit Jo Brand und Joanna Scanlan. Danach war sie bei Help the Aged und im Verlagswesen tätig. Mit 27 bewarb sie sich bei East 15 Acting School in Derben.
1992 war Pepperdine in einer Folge der Fernsehserie Side by Side erstmals im Fernsehen zu sehen. Sie spielte 1994 bis 1998 in der Fernsehserie The Bill erstmals einen größeren Handlungsbogen. 1997 hatte sie ihre erste Filmrolle in Dennis Pennis R.I.P. 2009 bis 2012 erschien Pepperdine in 15 Folgen der Fernsehserie Getting On. Zwischen 2012 und 2013 spielte sie in A Young Doctor’s Notebook mit. 2014 war sie in der Serie The Incredible Adventures of Professor zu sehen. Unter anderem trat sie 2019 in dem Film Eaten by Lions auf.

## Filmografie
- 1992: Side by Side (Fernsehserie, Folge 1x05)
- 1994–1998: The Bill (Fernsehserie, 3 Folgen)
- 1997: Dennis Pennis R.I.P.
- 1997: Dad (Fernsehserie, Folge 1x05)
- 1998: Comedy Nation (Fernsehserie)
- 1998: In the Red (Miniserie, Folge 1x02)
- 1998: Vanity Fair – Jahrmarkt der Eitelkeiten (Vanity Fair, Miniserie, 2 Folgen)
- 1998–1999: How Do You Want Me? (Fernsehserie, 2 Folgen)
- 1999: Coming Soon (Fernsehfilm)
- 1999: Big Bad World (Fernsehserie, Folge 1x05)
- 1999: People Like Us (Fernsehserie, Folge 1x02)
- 2000: Beast (Fernsehserie, Folge 1x04)
- 2000: Rhona (Fernsehserie, 6 Folgen)
- 2001: Los Dos Bros (Fernsehserie, 5 Folgen, Sprechrolle)
- 2001: World of Pub (Fernsehserie, Folge 1x06)
- 2001: Station Jim (Fernsehfilm)
- 2001: Gypsy Woman
- 2001: Mr Charity (Fernsehserie, Folge 1x04)
- 2002: Thunderpants
- 2002: I'm Alan Partridge (Fernsehserie, Folge 2x03)
- 2002: Dr. Flynn – Überleben ist Glückssache (tlc, Fernsehserie, Folge 1x05)
- 2003: Blackball
- 2003: Grass (Fernsehserie, 3 Folgen)
- 2004: Nighty Night (Fernsehserie, Folge 1x01)
- 2004: My Family (Fernsehserie, Folge 5x08)
- 2004: Agatha Christie – Mein Leben in Bildern (Agatha Christie: A Life in Pictures, Fernsehfilm)
- 2004: Green Wing (Fernsehserie, Folge 1x09)
- 2004–2005: Doc Martin (Fernsehserie, 2 Folgen)
- 2005: Dead Man Weds (Fernsehserie, Folge 1x04)
- 2005: Two Pints of Lager And a Packet of Crisps (Fernsehserie, Folge 5x09)
- 2006: Pinochet in Suburbia (Fernsehfilm)
- 2006: Saxondale (Fernsehserie, Folge 1x05)
- 2006: The Only Boy for Me (Fernsehfilm)
- 2006: Lead Balloon (Fernsehserie, Folge 1x02)
- 2007: Holby City (Fernsehserie, Folge 9x48)
- 2009: No Signal (Fernsehserie, Folge 1x08)
- 2009–2012: Getting On (Fernsehserie, 15 Folgen)
- 2010: Life of Riley (Fernsehserie, Folge 2x03)
- 2011: Alan Partridge's Mid-Morning Matters (Mid Morning Matters with Alan Partridge, Fernsehserie, 3 Folgen)
- 2011: New Tricks – Die Krimispezialisten (New Tricks, Fernsehserie, Folge 8x01)
- 2012: Twenty Twelve (Fernsehserie, Folge 2x04)
- 2012: Miranda (Fernsehserie, Folge 3x01)
- 2012–2013: A Young Doctor’s Notebook (A Young Doctor's Notebook & Other Stories, Fernsehserie, 8 Folgen)
- 2013: Chickens (Fernsehserie, 5 Folgen)
- 2013–2015: Up the Women (Fernsehserie, 9 Folgen)
- 2014: Rev. (Fernsehserie, 2 Folgen)
- 2014: Lovesick (Fernsehserie, Folge 1x01)
- 2014: Puppy Love (Fernsehserie, 6 Folgen)
- 2014: The Incredible Adventures of Professor Branestawm (Fernsehfilm)
- 2015: Still Open All Hours (Fernsehserie, Folge 1x04)
- 2015: Together (Fernsehserie, 6 Folgen)
- 2015: Getting On – Fiese alte Knochen (Getting On, Fernsehserie, Folge 3x04)
- 2015: Professor Branestawm Returns (Fernsehfilm)
- 2016: Camping (Miniserie, 6 Folgen)
- 2016–2023: The Windsors (Fernsehserie, 7 Folgen)
- 2017: Inspector Barnaby (Midsomer Murders, Fernsehserie, Folge 19x02)
- 2017: The Educatoror (Miniserie, 3 Folgen)
- 2017: Meine Cousine Rachel (My Cousin Rachel)
- 2017: Summer Comedy Shorts (Miniserie, Folge 1x05)
- 2017: Goodbye Christopher Robin
- 2018: Shakespeare & Hathaway – Private Investigators (Shakespeare and Hathaway, Private Investigators, Fernsehserie, Folge 1x02)
- 2018: The Woman in White (Miniserie, 3 Folgen)
- 2018: High & Dry (Fernsehserie, 6 Folgen)
- 2018: Eaten by Lions
- 2018: Cuckoo (Fernsehserie, Folge 4x05)
- 2018: Johnny English – Man lebt nur dreimal (Johnny English Strikes Again (2018))
- 2018: The Reluctant Landlord (Fernsehserie, 2 Folgen)
- 2018: Sally4Ever (Fernsehserie, 3 Folgen)
- 2019: Wild Bill (Fernsehserie, 3 Folgen)
- 2019: Johanna – Eine (un)typische Heldin (How to Build a Girl)
- 2019: Defending the Guilty (Fernsehserie, Folge 1x03)
- 2019–2021: Worzel Gummidge (Fernsehserie, 3 Folgen)
- 2020: The Trouble with Maggie Cole (Fernsehserie, 6 Folgen)
- 2020: The Funny Haha Survival Guide
- 2020: Verrückt nach Figaro (Falling for Figaro)
- 2020–2022: We Hunt Together (Fernsehserie, 12 Folgen)
- 2022: Murder, They Hope (Fernsehserie, Folge 2x01)
- 2022: We Are Not Alone
- seit 2022: Bad Education (Fernsehserie)
- 2023: Magic Mike: The Last Dance (Magic Mike’s Last Dance)
- 2023: Ein Funken Hoffnung – Anne Franks Helferin (A Small Light, Miniserie, Folge 1x02)
- 2023: Poor Things
- 2023: The Madame Blanc Mysteries (Fernsehserie, Folge 3x00)